# Kurjan
Kurjan è una frazione del comune di Roskovec in Albania (prefettura di Fier).
Fino alla riforma amministrativa del 2015 era comune autonomo, dopo la riforma è stato accorpato, insieme agli ex-comuni di Kuman e Strum a costituire la municipalità di Roskovec.

## Località
Il comune era formato dall'insieme delle seguenti località:
- Kurjan
- Mbers
- Ngjeshan
- Vlos